# کارینا لومبارد
 کارینا لومبارد (انگلیسی: Karina Lombard؛ زادهٔ ۲۱ ژانویهٔ ۱۹۶۹) یک خواننده، و هنرپیشه اهل ایالات متحده آمریکا است.
از فیلم‌ها یا برنامه‌های تلویزیونی که وی در آن نقش داشته است می‌توان به ۴۴۰۰، افسانه‌های خزان، آخرین مرد مقاوم اشاره کرد.